# Pink Lady (cocktail)
Pour les articles homonymes, voir Pink Lady.
Le Pink Lady (Pink signifie Rose et Lady signifie Dame en anglais) est un cocktail à base de gin dont la couleur rose est créée par l'ajout de sirop de grenadine.

## Préparation et variantes
Il existe plusieurs variantes répandues du Pink Lady, mais elles ont toutes en commun l'utilisation de gin, de sirop de grenadine et de blanc d'œuf. Ces trois ingrédients forment en même temps déjà la variante la plus simple. Ainsi, le Cafe Royal Cocktail Book écrit dans son édition de 1937 qu'il faut mettre un verre de gin, une cuillère à soupe de grenadine et le blanc d'un œuf avec de la glace dans un shaker, le secouer bien et le filtrer dans un verre de taille moyenne sans glace. La même recette se trouve également dans le Wordsworth Dictionary of Drink,.
De temps en temps, on ajoute un peu de jus de citron à cette recette de base. Cette combinaison de gin, de grenadine, de jus de citron et de blanc d'œuf est également connue sous le nom de « Clover Club » dans de nombreux livres de bar. Certains auteurs ajoutent ensuite de l'Applejack (eau-de-vie à la pomme) considérant ainsi cette variante comme le « véritable » Pink Lady, dont la saveur particulière n'est créée que par l'ajout d'Applejack et qui est moins sucrée que les autres « fausses » variantes,,,. L'Applejack dont le goût et la production ont beaucoup changé au cours des 100 dernières années, peut également être remplacé par une autre eau-de-vie à la pomme comme, par exemple, le Calvados qui est mentionné dans certains livres de cocktails allemands.
Une variante crémeuse qui existe depuis les années 1920 ajoute de la crème à la recette de base. À La Nouvelle-Orléans, à l'époque de la prohibition aux États-Unis, il était également connu sous le nom de « Pink Shimmy ». En outre, il existe des variantes de crème dans lesquelles le jus de citron est ajouté en plus de la crème à la recette de base, ou dans lesquelles la crème remplace le blanc d'œuf de la recette de base. La variante au jus de citron est parfois appelée « Pink Rose »,,,.
Le cocktail est toujours secoué avec des glaçons et servi Straight up, sans glace dans un verre à cocktail. Dans le verre, la boisson finie est alors souvent garnie d'une cerise,,,.

## Histoire
L'invention du Pink Lady est parfois attribuée à la décoratrice d'intérieur et mondaine Elsie de Wolfe (1865-1950). Cependant, la recette qui lui est associée, également connue sous le nom de cocktail Lady Mendl, diffère grandement des recettes habituelles de Pink Lady. La base est ici aussi le gin, mais à la place de la grenadine et du blanc d'œuf, on ajoute du jus de pamplemousse et du Cointreau,. Le nom du cocktail est également attribué à la comédie musicale homonyme alors très populaire d'Ivan Caryll, qui a été jouée sur Broadway en 1911,. Pendant la prohibition aux États-Unis, le cocktail était déjà largement célèbre, et son mélange de gin et de grenadine est devenu le modèle d'une foule d'autres cocktails « roses ». À cette époque, à La Nouvelle-Orléans, une version crémeuse du Pink Lady, la « Pink Shimmy », était servie au Southern Yacht Club. Sa recette est attribuée à Armond Schroeder, un employé du club. L'une des raisons de la popularité du Pink Lady à l'époque de la prohibition était probablement que le gin utilisé à l'époque avait souvent un mauvais goût inhérent, et qu'il était donc nécessaire de l'améliorer avec d'autres ingrédients,.
À partir des années 1930 environ, le Pink Lady a acquis une réputation de cocktail typiquement « féminin », attribuée à la fois à son nom et à ses ingrédients crémeux et sucrés, ces derniers étant associés à un goût féminin dans les livres de cocktails tels que le Handbook for Hosts (1949) d'Esquire,. Le sex-symbol et la star hollywoodienne Jayne Mansfield est connue pour avoir aimé boire du Pink Lady avant le dîner. Les critiques masculins ont souvent déploré ou raillé la nature « féminine » du cocktail et il a également atterri sur la liste du magazine Esquire des dix pires cocktails de l'époque.